# 통영 법륜사 아미타구품도
통영 법륜사 아미타구품도(統營 法輪寺 阿彌陀九品圖)는 대한민국 경상남도 통영시 법륜사에 있는 아미타구품도이다.
2009년 8월 6일 경상남도의 유형문화재 제484호 통영 법륜사 구품탱으로 지정되었다가, 2018년 12월 20일 현재의 명칭으로 변경되었다.

## 개요
구품도는 극락에 다시 태어날 때의 아홉 등급을 나타내는 그림으로서, 법륜사 구품도는 전통적인 조선후기 구품도의 양식에서 일변하고 새롭게 완성한 화면의 구성을 보이고 있다.
상중하 3단 구도에 구품왕생(모든 중생을 상품(上品)과 중품(中品)·하품(下品)의 3품으로 나누고, 다시 각 품을 상생(上生)·중생(中生)·하생(下生)으로 분류하여 총 9가지로 나눈 뒤 이들이 각각 극락에 가는 방법)의 장면을 그림으로 설명하였는데, 네 화면의 테두리에는 구름을 그려 극락세계임을 보여주고 있다.
지붕위에서 보고 그린 듯한 대광명전을 배경으로 중앙에 아미타, 우측에 대세지보살, 좌측에 관음보살 삼존불이 연화좌에 앉아 있다. 삼본불 아래에는 구품연지(불교 사찰 안에 있는 못)의 수생(受生)을 표현하고 있는데 아미타삼존불의 손가락으로부터 서기가 나와 이로부터 상중하품의 극락으로 왕생하고 있음을 표현하고 있다.

## 참고 문헌
- 통영 법륜사 아미타구품도 - 국가유산청 국가유산포털